# Петријин венац (роман)
Петријин венац је роман српског књижевника Драгослава Михаиловића, објављен 1975. године у издању београдске издавачке куће Српска књижевна задруга. Сматра се једним од најважнијих романа такозване стварносне прозе или прозе новог стила.
Роман је исприповедан у првом лицу и то у форми сказа, то јест, у виду стилизације усменог говора којим се дочарава народни говор необразоване сељанке Петрије Ђорђевић, главне јунакиње и приповједачице у роману. Михаиловић ствара илузију одсуства писца, који се трансформише у слушаоца и тако бива увучен у причу главне јунакиње. Петрија тражи од слушаоца да уђе у њену причу и постане њен саучесник, неко с ким ће се она сјећати прошлости и гледати старе фотографије. Петријини мотиви казивања нису јасни од самог почетка романа. Њено приповедање носи сва стилска обележја косовско-ресавског дијалекта. Поред интимне исповести о тешком животу главне јунакиње, читалац се упознаје и са сеоским обичајима, фолклорним вјеровањима, као и са одјецима историјских догађаја предратне, ратне и послератне Југославије, који су предочени из перспективе маргиналног, рударског села из околине Ћуприје. 
Петријин венац је адаптиран у истоимени филм 1980. у режији Срђана Карановића.

## Радња
Роман је написан у форми сказа. У овом дјелу Михаиловић се суочио са великим стваралачким изазовом. Петријин венац прича полусељанка, Петрија Ђорђевић из села Вишњевица. Михаиловић ствара илузију одсуства писца, дакле слушалац је увучен у причу главног јунака. Петрија тражи од слушаоца да уђе у њену причу и постане њен саучесник, неко с ким ће се она сјећати прошлости и гледати старе фотографије. Петријини мотиви казивања нису јасни од самог почетка романа. Тридесетих година, као млада сељанка удаје се за сељака Добривоја. Његова мајка је није вољела јер је у кућу дошла без мираза. Петрија опширно прича о тешкој болести ћерке Милане. Брак је обиљежио губитак њиховог прворођеног сина, а касније у рату, и ћерке Милане.
Након те несреће, Добривоје је помислио како она доноси несрећу у кућу и наређује јој је да иде из куће. Не желећи да се врати својој кући, запослила се као конобарица код гостионичара Љубише у рударском мјесту. Љубиша представља првог човјека у њеном животу који је уважава и исказује јој поштовање. Иако су симпатије међу њима обостране, свјесни су да је он престар за њу. Она се упушта у љубавну везу са младим рударом Милосавом који је склон честим одласцима у крчму. Петрија се у свом причању усредсређује само на оно што чини крајњу тачку или пресуђује у људском постојању. Централни мотиви њене приче и романа су: мотив болести, мотив смрти, мотив усамљености и напуштености. Мотив смрти се провлачи кроз роман у цјелини. Роман почиње са смрћу сина и завршава се са истим мотивом - Петрија на Мишином гробу.
Мотиви смрти се налазе у прекретницама њеног живота: смрт жене, смрт мужа Мише, а потом и смрт њеног првог мужа и обје свекрве. Смрт је у Петријиној причи нешто најгоре. Мотив болести је уско повезан са мотивом смрти. Болест је нешто што Петрија не прихвата, не мири се с тим и одлучно се бори против тога. Ако доктори нису у могућности да помогну, помоћи ће врачаре или човјекова јака воља да се не преда. Значајан сегмент Петријиног живота је њена изражена вјера. Она представља типичан примјер представника српског народа.

## Филмска адаптација
Михаиловићев роман је адаптиран у филм Петријин венац 1980. Режију је потписао Срђан Карановић. Радња се одвија у малом рударском месту у Србији и обухвата предератни, ратни и послератни период. Прича о трагичном животном путу неписмене жене са села, о њеном животу са тројицом људи које је волела. Њен животни пут пун трпљења, самоће, разочарања, надања и љубави, прераста у симбол човекове победе. Младу Петрију је тумачила Мирјана Карановић, док је остарелу Петрију играла натуршчик Даринка Живковић (1928-2013). Филм је награђен Златном ареном за најбољи филм на Пулском фестивалу.